# Britt Richardson
 (décembre 2023).
Si vous disposez d'ouvrages ou d'articles de référence ou si vous connaissez des sites web de qualité traitant du thème abordé ici, merci de compléter l'article en donnant les références utiles à sa vérifiabilité et en les liant à la section « Notes et références ».
Britt Richardson, née le 25 mai 2003 à Canmore (Alberta), est une  skieuse alpine canadienne.

## Biographie
En mars 2021, pour sa première participation à une épreuve de Coupe d'Europe, elle prend la 5e place du géant de Reiteralm.
En mars 2022, elle prend la 9e place du géant des championnats du monde juniors à Panorama (en). Elle termine à la seconde place de la Coupe nord-américaine avec 2 victoires dans la discipline.
Elle marque ses premiers points en Coupe du monde en janvier 2023 dans le géant de Kranjska Gora. En février aux championnats du monde à Méribel, elle prend la 3e place de l'épreuve par équipe et la 21e du slalom géant. Elle termine à la seconde place de la Coupe nord-américaine 2023 avec 3 victoires dans la discipline, et elle prend la 4e place du classement général. Le 27 mars 2023 elle est sacrée championne du Canada de slalom géant.
Elle commence la saison 2023-2024 avec un premier top-15 en Coupe du monde dans le géant de Tremblant. En février elle obtient son second top-15 avec une 14e place dans le géant de Soldeu.
En février 2025, elle dispute ses seconds championnats du monde à Saalbach. Il y prend une bonne 10e place dans le slalom géant. En coupe du monde, elle poursuit sa progression avec un premier top-10 obtenu en janvier à Kronplatz avec une 7e sur le géant. Elle termine sa saison à la 21e place du classement de la coupe du monde de slalom géant.

## Palmarès

### Championnats du monde
| Édition / Epreuve      | Slalom géant | Team event |
| Mondiaux 2023 Méribel  | 21e          | Bronze     |
| Mondiaux 2025 Saalbach | 10e          | -          |

### Coupe du monde
- Meilleur classement général : 57e en 2024-2025 avec 102 points
- Meilleur classement de géant : 21e en 2024-2025 avec 102 points
- 5 top-15 dont 1 top-10
- Meilleur classement sur une épreuve de slalom géant : 7e du géant de Kronplatz le 21 janvier 2025

#### Classements
| Saison / Épreuve | Saison / Épreuve | Général | Général | Descente | Descente | Super G | Super G | Slalom géant | Slalom géant | Slalom | Slalom | Combiné | Combiné | Parallèle | Parallèle |
| ---------------- | ---------------- | ------- | ------- | -------- | -------- | ------- | ------- | ------------ | ------------ | ------ | ------ | ------- | ------- | --------- | --------- |
| Saison / Épreuve | Saison / Épreuve | Class.  | Points  | Class.   | Points   | Class.  | Points  | Class.       | Points       | Class. | Points | Class.  | Points  | Class.    | Points    |
| 2022             | 2022             | 114e    | 9       | -        | -        | -       | -       | 48e          | 9            | -      | -      | -       | -       | -         | -         |
| 2023             | 2023             | 110e    | 7       | -        | -        | -       | -       | 44e          | 7            | -      | -      | -       | -       | -         | -         |
| 2024             | 2024             | 66e     | 85      | -        | -        | -       | -       | 27e          | 85           | -      | -      | -       | -       | -         | -         |
| 2025             | 2025             | 57e     | 102     | -        | -        | -       | -       | 21e          | 102          | -      | -      | -       | -       | -         | -         |

### Championnats du monde juniors
| Épreuve / Édition              | Descente | Super G | Slalom géant | Slalom | Combiné | Team event |
| Mondiaux 2022 Panorama (en)    | -        | 13e     | 9e           | -      | 21e     | -          |
| Mondiaux 2023 Saint-Anton      | -        | -       | Abandon      | -      | -       | -          |
| Mondiaux 2024 Portes du soleil | -        | -       | Or           | -      | -       | -          |

### Coupe nord-américaine
Meilleurs résultats :
- 11 podiums dont 6 victoires en slalom géant et super G

#### Classements
| Saison / Épreuve | Saison / Épreuve | Général | Général | Descente | Descente | Super G | Super G | Géant  | Géant  | Slalom | Slalom | Combiné | Combiné | Parallèle | Parallèle |
| ---------------- | ---------------- | ------- | ------- | -------- | -------- | ------- | ------- | ------ | ------ | ------ | ------ | ------- | ------- | --------- | --------- |
| Saison / Épreuve | Saison / Épreuve | Class.  | Points  | Class.   | Points   | Class.  | Points  | Class. | Points | Class. | Points | Class.  | Points  | Class.    | Points    |
| 2022             | 2022             | 6e      | 675     | -        | -        | 6e      | 60      | 2e     | 378    | 26e    | 75     | 14e     | 40      | 12e       | 22        |
| 2023             | 2023             | 4e      | 715     | 15e      | 60       | 12e     | 90      | 2e     | 501    | 25e    | 64     | -       | -       | -         | -         |